# Азнауров, Искендер Сохраб оглы
Искендер Сохраб оглы Азнауров (азерб. İsgəndər Söhrab oğlu Aznaurov; 16 августа 1956, Галаасия, Узбекская ССР, СССР — 18 апреля 1993) — азербайджанский офицер. Национальный герой Азербайджана (1995, посмертно).

## Биография
Искендер Азнауров родился 16 августа 1956 года в семье турок-месхетинцев в городе Галаасия Бухарской области Узбекской ССР.
После окончания школы призывается в Советскую армию в войсковую часть в городе Черкассы на Украине. После демобилизации поступил в Ташкентский институт ирригации, после окончания в качестве специалиста с высшим образованием по распределению стал работать в совхозе-миллионере Галля-Кудук Ахангаранского района Ташкентской области.
В конце восьмидесятых, после кровавых событий в Ферганской долине Искендер в числе других турок-месхетинцев вынужденно покидает Узбекистан и переезжает в Азербайджан.
В 1992 году добровольцем вступает в азербайджанскую армию. Геройски проявляет себя в боях с противником в Кедабекском районе, в частности при освобождении села Башкенд. Сослуживцы именовали его Топчу Искандер (Артиллерист-Искандер).
18 апреля 1993 года в ходе очередного боя с армянами Искендер Азнауров погиб.
У Искендера Азнаурова остались трое дочерей. Похоронен на Аллее шахидов в Баку.

## Память
Указом Президента Азербайджанской Республики от 15 января 1995 года Искендеру Сохраб оглы Азнаурову присвоено почётное звание Национального Героя Азербайджана.
В честь Национального героя Искендера Азнаурова названы населённый пункт, улица и школа в посёлке Кюр Шамкирского района.
Режиссёром Низами Аббасом снят документальный фильм «İsgəndər sorağında» («В поисках Искендера»).